# (W)INNA?
(W)INNA? je pátá polská a celkově desátá deska zpěvačky Ewy Farné. Album vyšlo v roce 2013 a obsahuje 12 skladeb. Z tohoto alba pocházejí 3 singly - Znak, Ulubiona rzecz a Tajna Misja.

## Seznam skladeb
1. „Znak“ - 3:44
2. „Tajna misja“ - 3:08
3. „Ulubiona rzecz“ - 3:42
4. „Przepraszam“ - 3:50
5. „Nie w porę“ - 3:56
6. „Ktoś z nami kręci“ - 3:48
7. „Daj mi żyć“ - 3:13
8. „Z napisami“ - 3:45
9. „Mamo!“ - 3:58
10. „Rutyna“ - 4:43
11. „Poradnik dla początkujących“ - 2:57
12. „Tu bi kontiniut…“ - 2:25